# Mustafa Mansour
Mustafa Kamel Mansour (2 de agosto de 1914 - 24 de julho de 2002) foi um futebolista e treinador egípcio que atuava como goleiro.

## Carreira
Mustafa Mansour fez parte do elenco da Seleção Egípcia de Futebol, na Copa do Mundo de 1934.